# Pacto del Majestic

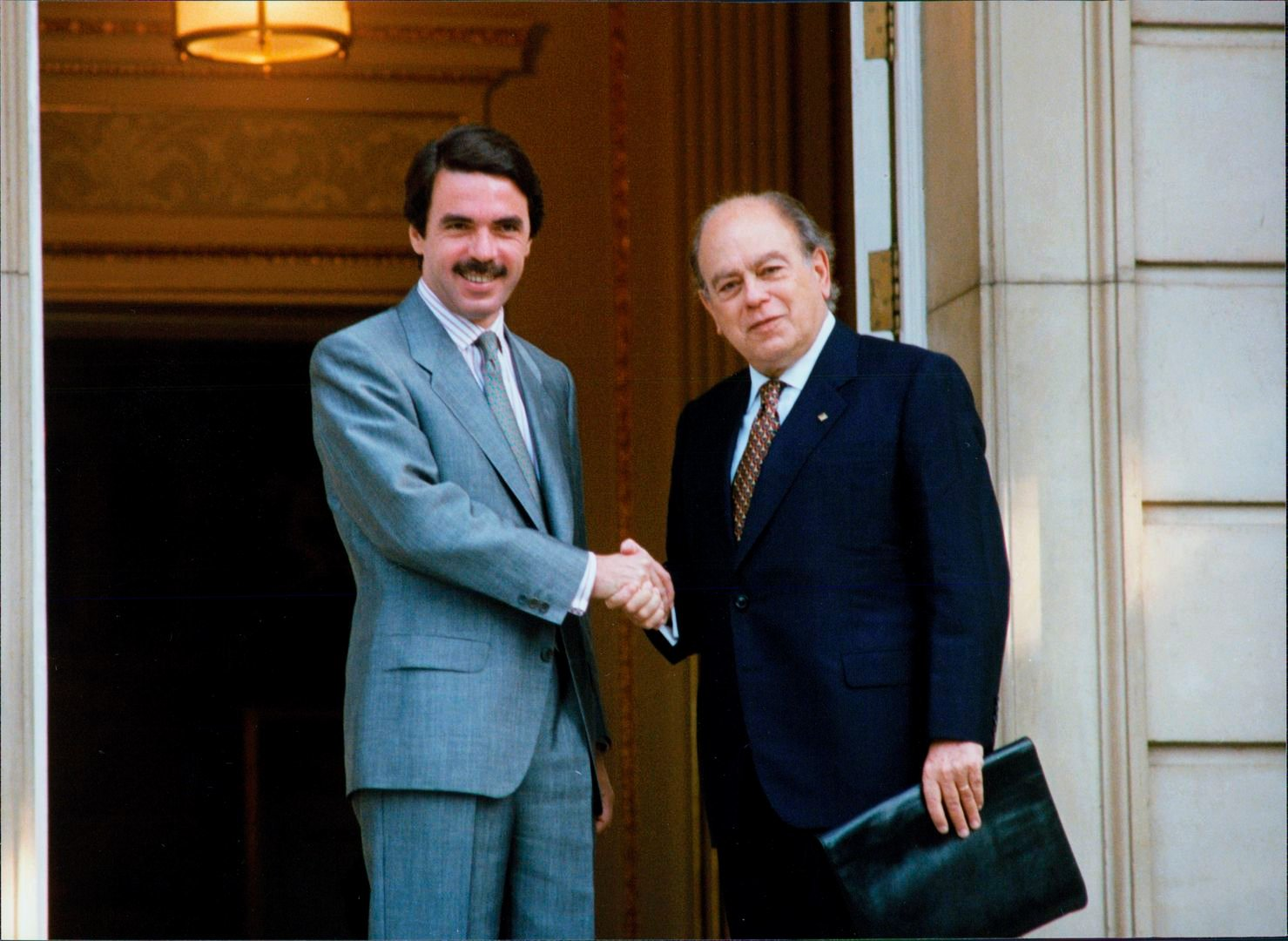
Foto de julio de 1996, en la que José María Aznar recibía a Jordi Pujol en el Palacio de la Moncloa.

El Pacto del Majestic fue un pacto firmado tras las elecciones generales de 1996 entre el Partido Popular y Convergència i Unió, según el cual el partido de Jordi Pujol daba apoyo a la investidura de José María Aznar como presidente del Gobierno a cambio de darle más competencias a Cataluña y del apoyo del PP a CiU en Cataluña. La legislatura duraría los 4 años legalmente establecidos hasta el año 2000.
El pacto era el resultado de dos meses de negociaciones donde tuvo un papel clave una cena el 28 de abril de 1996 en el Hotel Majestic del paseo de Gracia de Barcelona. Como resultado de este pacto, CiU tomaba el compromiso de apoyar la investidura de Aznar como presidente y se acordaba el desarrollo de la financiación autonómica, ya iniciado en la etapa socialista, además del traspaso de nuevas competencias a Cataluña en materia de policía de tráfico.
Como resultado de este pacto, el 4 de mayo de 1996 Aznar fue investido presidente del Gobierno por mayoría absoluta en la primera votación gracias a los votos de CiU, el Partido Nacionalista Vasco y Coalición Canaria:
| Candidato                                     | Fecha                                                   | Voto |     |     |    |    |   |   |   |  |   |   |   | Total   |
| --------------------------------------------- | ------------------------------------------------------- | ---- | --- | --- | -- | -- | - | - | - |  | - | - | - | ------- |
| José María Aznar (PP)                         | 4 de mayo de 1996 Mayoría requerida: Absoluta (176/350) | Sí   | 156 |     |    | 16 | 5 | 4 |   |  |   |   |   | 181/350 |
| José María Aznar (PP)                         | 4 de mayo de 1996 Mayoría requerida: Absoluta (176/350) | No   |     | 141 | 21 |    |   |   | 2 |  | 1 | 1 |   | 166/350 |
| José María Aznar (PP)                         | 4 de mayo de 1996 Mayoría requerida: Absoluta (176/350) | Abs. |     |     |    |    |   |   |   |  |   |   | 1 | 1/350   |
| Faltaron a la votación los 2 diputados de HB. |                                                         |      |     |     |    |    |   |   |   |  |   |   |   |         |

Este pacto tenía también su contrapartida regional puesto que, tras las elecciones de 1999, CiU no obtuvo mayoría absoluta en el Parlamento de Cataluña y necesitó el apoyo del PP. Este pacto tuvo consecuencias drásticas para la línea política del Partido Popular de Cataluña (PPC) y su líder, Alejo Vidal-Quadras, fue relevado de la presidencia del PPC, cumpliéndose los deseos de Jordi Pujol de apartarlo de la vida política catalana.
Posteriormente la expresión «pacto del Majestic» se ha utilizado tanto a nivel político como a nivel de los medios de comunicación para referirse a la posibilidad de un nuevo pacto entre CiU (o sus sucesores) y el PP.